# Gonçalvo Coelho
Gonçalvo Coelho – portugalski podróżnik, uczestnik wypraw eksploracyjnych do wybrzeży afrykańskich i badacz linii brzegowej Ameryki Południowej.
W 1488 roku uczestniczył w wyprawie do wybrzeży Senegalu, gdzie zapoznał się z księciem Mali, od którego otrzymał złoto i stu niewolników. Książę po przyjęciu chrztu, popłynął na okręcie Gonçalvo Coelho do Portugalii, gdzie został przyjęty przez króla João II. Król wierzył, iż poprzez nawiązanie kontaktów z władcą Mali, włączy się do afrykańskiego handlu złotem. Książę Mali został jednak zabity w drodze powrotnej do Afryki przez portugalskiego oficera. 
W 1501 roku 13 maja król Portugalii, Manuel I wysłał Gonçalvo Coelho na wyprawę do Ameryki Południowej, by tam sprawdził co przypadło Portugalii po podziale świata określonego przez traktat z Tordesillas i by sprawdził co odkrył Pedro Álvares Cabral. Coelho na trzech karawelach, z pilotem wyprawy Amerigo Vespucci popłynął w stronę przylądka São Roque. Cel został osiągnięty 17 sierpnia. Prawdopodobnie by dopłynąć do przylądka zatrudniono Vespuciego, który znał drogę ze sprawozdań Vincente Yaneza Pinzona. 
Po miesięcznym pobycie w Recifie, 1 października okręty popłynęły do Baia de Todos los Santos w Bahia, następnie osiągnęli Porto Seguro, gdzie zabrano na pokład dwóch żeglarzy pozostawionych przez Cabrala. 1 stycznia 1502 roku statki dopłynęły do zatoki mylnie wziętą za ujście wielkiej rzeki. Zatoką tą było Rio de Janeiro. Nowe odkrywane tereny były nazywane zgodnie z ówczesnym zwyczajem, tj. imionami świętych, których dni przypadały na dzień odkrycia. Ostatnią zanotowaną nazwą w dzienniku wyprawy była Canaeia, osada leżąca 1800 mil morskich od przylądka São Roque. Z tego miejsca karawele 7 września 1502 roku powróciły przez Sierra Leone, Azory do Lizbony. 
W 1503 roku Gonçalvo Coelho poprowadził sześć karawel Fernão de Noronha do Brazylii a Santos.